# Maumoon Abdul Gayoom
Ma‘umūn ‘Abdul Ga‘yūm (29 de diciembre de 1937) (Dhivehi: މައުމޫނު އަބްދުލް ގައްޔޫމް) es un político maldivo que fungió como presidente de su país durante treinta años, entre 1978 y 2008. Maldivas tiene un sistema presidencialista por lo que Abdul Gayoom ejerció a la vez de jefe de Estado y de gobierno. Durante los últimos años de su presidencia permitió una progresiva reforma del régimen, legalizando los partidos políticos en 2005. Su última reelección fue en 2003, tras ser designado único candidato por la Majlis de las Maldivas. Su presidencia llegó a su fin en las primeras elecciones libres del país el 28 de octubre de 2008.  
Antes de ser presidente ocupó el puesto de Ministro de Transportes.
A principios de 2008 padece un intento de asesinato en el que un joven Scout le salvó la vida tras interceptar el arma del crimen.